# Mimétisme vavilovien
Pour les articles homonymes, voir Mimétisme (homonymie).
Le mimétisme vavilovien est une forme de mimétisme chez les plantes (en) dans laquelle une adventice en vient, après de nombreuses générations de sélection naturelle, à partager une ou plusieurs caractéristiques d'une plante domestiquée,. Le nom donné à ce phénomène se réfère à Nikolaï Vavilov, éminent botaniste et généticien russe, qui a identifié les centres d'origine des plantes cultivées. La sélection vavilovienne peut provenir des pratiques de désherbage, de la séparation des graines de la culture et des adventices, ou les deux. Ces processus ont lieu manuellement depuis le Néolithique, et plus récemment par des moyens chimiques ou mécaniques.
Le mimétisme vavilovien est un bon exemple de sélection involontaire réalisée par les humains, qui se produit par un processus similaire à celui de la résistance aux antibiotiques ou de la résistance aux herbicides. Bien que les humains puissent être conscients des effets de leurs actions sur l'évolution des adventices, le mimétisme vavilovien va à l'encontre des objectifs agronomiques. Les agriculteurs ne cherchent pas délibérément à sélectionner d'adventices qui soient morphologiquement plus similaires à la plante cultivée, ce qui ne peut que compliquer le désherbage.
Les adventices ayant expérimenté le mimétisme vavilovien peuvent avoir développé des caractéristiques suffisamment intéressantes agronomiquement pour être à leur tour domestiquées. Ces plantes ont été appelées « cultures secondaires » par Vavilov.

## Mécanisme
Le mimétisme vavilovien implique trois acteurs :
1. le modèle, la plante cultivée qui est imitée,
2. l'imitateur, l'adventice,
3. un agent discriminant (l'agriculteur) qui doit faire la différence entre le modèle et l'imitateur.

Le mimétisme vavilovien se produit lorsque l'agriculteur ne peut plus faire la différence entre le modèle et l'imitateur.

## Exemples

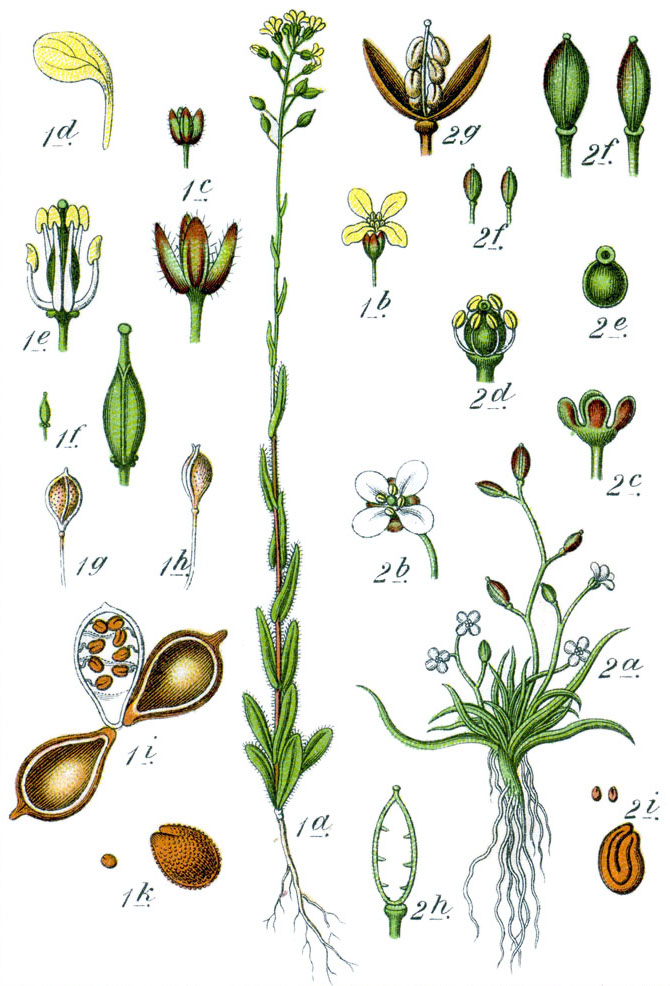
Le lin bâtard, à gauche (noté par le numéro 1) ressemble fortement au lin cultivé et les graines des deux espèces sont pratiquement inséparables.

Un cas de mimétisme vavilovien est celui du lin bâtard (Camelina sativa), qui ressemble fortement au lin cultivé (Linum usitatissimum). Les graines du lin bâtard sont séparées de celles du lin cultivé par vannage. Les graines possédant des caractéristiques morphologiques similaires à celles du lin cultivé sont difficilement séparables et sont donc sélectionnées.
Cuscuta epilinum est une plante grimpante adventice du lin. Ses graines sont également devenues plus grosses, par le même processus.
Un autre exemple est le seigle (Secale cereale), plante cultivée dérivée du seigle sauvage (Secale montanum). Étant d'abord une herbe croissant avec le blé et l'orge, la sélection artificielle a mené à la longue à la sélection de graines de seigle plus grandes et à transformer ce dernier en plante annuelle (tout comme le blé) plutôt que vivace. Plus résistant que le blé, le seigle est devenu une plante prisée pour les sols moins hospitaliers, tels ceux des régions montagneuses.
L'avoine (Avena) possède un parcours similaire. Elle est dérivée d'Avena sterilis.
La sélection peut également se produire au stade végétatif, lors du désherbage manuel. Echinochloa crus-galli oryzicola, est une sous-espèce du panic pied-de-coq (Echinochloa crus-galli) adventice du riz asiatique (Oryza sativa) qui a développé une apparence similaire à celle du riz afin d'échapper au désherbage
L'apparition de résistances aux herbicides chez les adventices peut également être considérée comme faisant partie du mimétisme vavilovien.